# Tropaeolum minus
Il nasturzio nano (Tropaeolum minus) è una pianta commestibile della famiglia Tropaeolaceae originaria dell'Ecuador e del Perù.